# Marattiopsida
Marattiopsida, biljni razred tradicionalno klasificiran u papratnjače (Pteridophyta). Sastoji se od jednog živog reda (Marattiales) s jednom porodicom (Marattiaceae) od šest živih rodova kojima pripada oko 130 vrsta. Drugi red koji pripada ovom razredu je Psaroniales kojemu pripada porodica Psaroniaceae s fosilnim rodom Psaronius.
Rod maracija (Marattia) po kojem porodica, red i razred nose ime domovina je Amerika, a jedna vrsta je s Havaja.

## Redovi i porodice
1. Marattiales Link, 1833
2. †Psaroniaceae Barthel sinonim za †Asterothecaceae[3]